# 聖拉蒙區 (錢查馬約省)

聖拉蒙區（西班牙語：Distrito de San Ramón）是秘魯的一個區，位於該國中部胡寧大區的錢查馬約省，始建於1908年11月14日，面積591.67平方公里，海拔高度820米，2005年人口24,663，人口密度每平方公里42人。